# Red hrvatskog pletera
Red hrvatskog pletera je odlikovanje Republike Hrvatske koje zauzima sedamnaesto mjesto u važnosnom slijedu hrvatskih odlikovanja. Red je ustanovljen 10. ožujka 1995. godine.
Red hrvatskog pletera dodjeljuje se hrvatskim i stranim državljanima za osobiti doprinos razvitku i ugledu Republike Hrvatske i dobrobiti njezinih građana.
Red se sastoji od znaka Reda na vrpci trokutastog oblika, male oznake Reda i umanjenice Reda.
Red dodjeljuje predsjednik Republike na vlastiti poticaj ili na prijedlog Državnog povjereništva za odlikovanja i priznanja Republike Hrvatske.
Predsjednik Republike uručuje Red osobno ili može kao svog izaslanika za uručenje Reda imenovati predsjednika Hrvatskoga sabora, predsjednika Vlade, ministra, župana te iznimno osobu po svojoj odluci.